# Syzygium tenuilimbum
Syzygium tenuilimbum är en myrtenväxtart som beskrevs av Peter Shaw Ashton. Syzygium tenuilimbum ingår i släktet Syzygium och familjen myrtenväxter. Inga underarter finns listade i Catalogue of Life.